# Comté de Mora
Pour les articles homonymes, voir Mora.
Le comté de Mora est l’un des 33 comtés de l’État du Nouveau-Mexique, aux États-Unis.
Son siège est Mora.

## Comtés adjacents
- Comté de Colfax, Nouveau-Mexique (nord)
- Comté de Harding, Nouveau-Mexique (est)
- Comté de San Miguel, Nouveau-Mexique (sud)
- Comté de Santa Fe, Nouveau-Mexique (ouest)
- Comté de Rio Arriba, Nouveau-Mexique (ouest)
- Comté de Taos, Nouveau-Mexique (nord-ouest)